# Tobias Hegewald
Tobias Hegewald (Neuwied, 3 de agosto de 1989) é um piloto de carros alemão.

## Carreira
Este piloto começou a sua carreira nos kartings, com seis anos. Entre 1995 e 2004 competiu em vários campeonatos de karting, incluindo o Campeonato Europeu ICA em 2003, acabando em 12º, e em 2004 no Campeonato Italiano Open Masters ICA.
Tobias Hegewald subiu aos monolugares em 2005, competindo na Fórmula BMW ADAC durante 2 anos. Tobias Hegewald acabou em 20º na sua primeira temporada, e em 13º na segunda época, fazendo também algumas corridas na Fórmula BMW EUA. Tobias Hegewald bateu alguns pilotos, inclusive o seu futuro rival no Campeonato de Fórmula Dois da FIA Robert Wickens, somando duas poles e um pódio em oito corridas. Também correu na Final Mundial de Fórmula BMW.
Em 2007, Tobias Hegewald foi para a Taça Norte-Europeia de Fórmula Renault 2.0 (NEC). Somou dois pódios na sua ronda de estreia, em Zandvoort, Holanda, e dois meses depois viria a ganhar pela primeira vez neste campeonato, em Assen. Tobias Hegewald somou mais duas vitórias e mais 9 pódios, acabando a temporada em segundo lugar.
Tobias Hegewald teve semelhante sucesso no Campeonato de Fórmula Renault 2.0 NEC em 2008, obtendo uma vitória e 10 pódios, ficando em 3º no final. Tobias Hegewald também acabou em 5º a Taça Europeia de Fórmula Renault 2.0, antes de se estrear nos campeonatos de monolugares britânicos no Troféu de Outono de Fórmula Palmer Audi em Outubro de 2008.

### Registo
| Época | Campeonato                                   | Vitórias | Pole Positions | Pontos | Lugar Final |
| ----- | -------------------------------------------- | -------- | -------------- | ------ | ----------- |
| 2003  | Campeonato Europeu ICA                       | ND       | ND             |        | 12º         |
| 2004  | Campeonato Italiano Italian Open Masters ICA | ND       | ND             |        | 24º         |
| 2005  | Fórmula BMW ADAC                             | ND       | ND             | ND     | 20º         |
| 2005  | Fórmula BMW EUA                              | 0        | 2              | 22     | ND          |
| 2006  | Fórmula BMW ADAC                             | ND       | ND             | ND     | 13º         |
| 2006  | Fórmula BMW EUA                              | ND       | ND             | 23     | ND          |
| 2007  | Fórmula Renault NEC                          | 3        | 5              | ND     | 2º          |
| 2007  | Taça Europeia de Fórmula Renault 2.0         | ND       | ND             | ND     | 13º         |
| 2008  | Taça Europeia de Fórmula Renault 2.0         | ND       | ND             | ND     | 5º          |
| 2008  | Fórmula Renault NEC                          | 1        | 1              | ND     | 3º          |
| 2008  | Troféu de Outono de Fórmula Palmer Audi      | ND       | ND             | ND     | 7º          |
| 2009  | Campeonato de Fórmula Dois da FIA            | 2        | 2              | 22     | 4º *        |

*: Época em curso